# Gomina
El artículo trata sobre una marca determinada.
Gomina fue una marca de fábrica de un fijador para el cabello manufacturado el Argentina por Farmacia Brancato, fue introducida en el mercado en el año 1914, usándola como término para innumerables tangos.
La gomina es utilizada para peinar y fijar el cabello. Se presenta como gel transparente formado, principalmente, por agua y polímeros fijadores. Para su aplicación se esparce una pequeña cantidad sobre el cabello distribuyéndolo de forma homogénea con las palmas de las manos  por todo él. Con un cepillo se le da forma al peinado  antes de que seque. Tras un tiempo se pelo quedará estructurado y sin movimiento.
La gomina, como otros fijadores de cabello, mantiene el peinado en su lugar durante largo tiempo ayudando a controlar el cabello rebelde. También da pelo un característico brillo homogéneo.

## Historia

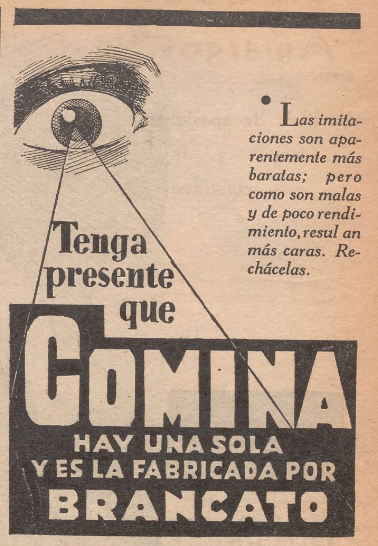
Publicidad de Gomina en la revista Aconcagua de julio de 1936. Edición 72.

El estudiante de veterinaria José Antonio Brancato mientras trabajaba en la pequeña farmacia Brancato en el centro de Buenos Aires mezcló goma arábiga, tragacanto de Persia y diferentes esencias para crear un fijador para el cabello, que llevaría el nombre gomina desplazando a los jabones y aceites del tipo Glostora utilizados para tal fin en esa época.
La gomina fue introducida en París en 1925 por el porteño Carlos Arce, hasta que otro argentino, Octavio González Roura, corresponsal del diario porteño Crítica, se lanzó a comercializarla mediante el establecimiento Société des Laboratoires Gomina Argentine, con el paso de los años en varios países se puso de moda la expresión «peinado a la gomina».

## La Gomina en la cultura popular
El término «gomina» es utilizado en España y algunos países hispanoamericanos como sinónimo de gel fijador. Asimismo se usa en ocasiones para describir a los jóvenes en algunos tangos como Tiempos Viejos y Niño bien, también fue utilizado como tema para la película Los muchachos de antes no usaban gomina y su adaptación de 1969.